# Rollreffanlage

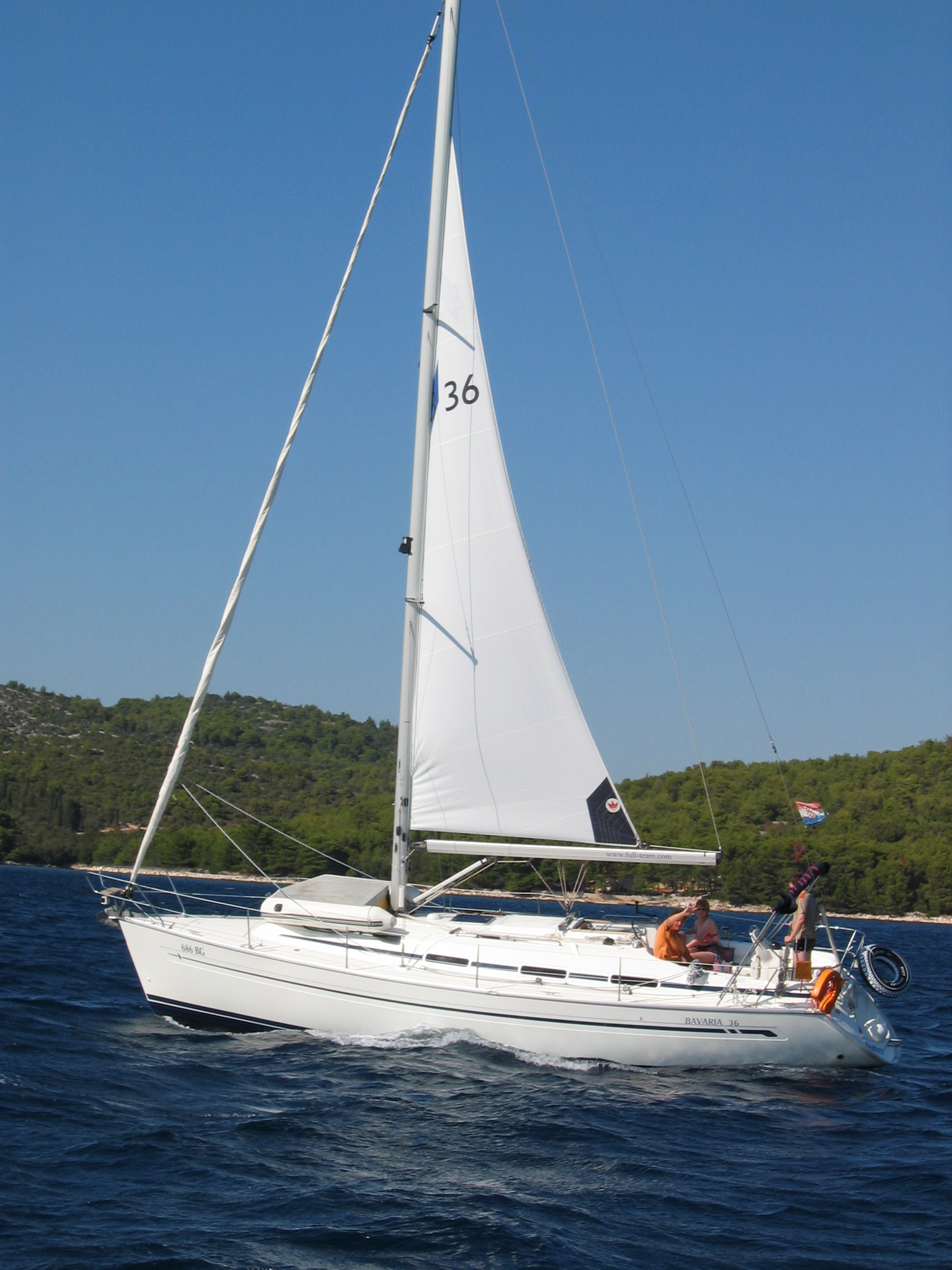
Rollreffanlagen an Vor- und Großsegel einer Yacht (Vorsegel ganz um den Stag eingerollt. Großsegel teilweise im Alumast eingerollt.)

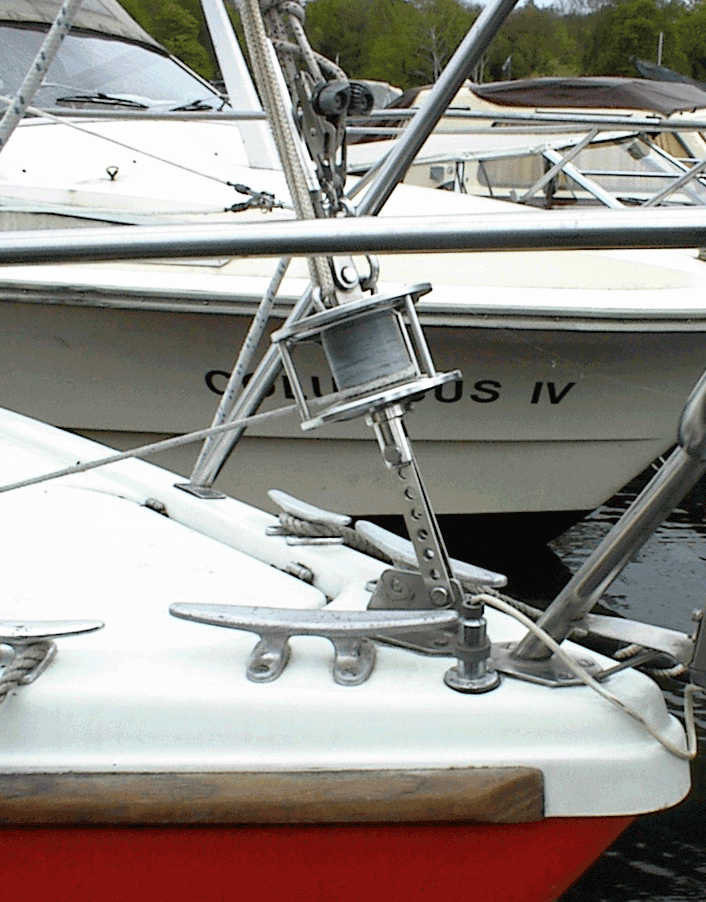
Refftrommel am Vorsegel: Bei Ziehen der Leine links dreht sich die Refftrommel

Rollreffanlagen sind Vorrichtungen zum stufenlosen Verkleinern der Segelfläche (Reffen) auf Segelbooten und -yachten. Mit einer Rollreffanlage kann ein Segel nach dem Törn oder bei Sturm auch vollständig geborgen werden. 
Bei einem Rollvorsegel wird das Segeltuch eines Vorsegels um ein drehbar gelagertes Vorstag gewickelt. An dessen Decksbeschlag ist eine Refftrommel angebracht, die die Reffleine aufnimmt. Die Bedienung erfolgt per Muskelkraft, ggf. auch über Winschen oder mit Elektromotoren. Vorrichtungen dieser Art sind oft auf Jollen und Yachten anzutreffen und werden auch als „Fockroller“ bezeichnet. 
Die Rollreffanlage eines Großsegels, das an Mast und Baum angeschlagen ist, kann das überschüssige Segeltuch um oder in den Baum wickeln. Verschiedene Systeme werden hierbei als „Drehreff“, „Wickelreff“, „Patentreff“ oder „Volksreff“ bezeichnet. Daneben gibt es auch Reffsysteme, die eine Wickelvorrichtung in einem Hohlraum des Mastes benutzen. Neben einfachen Seil- oder Kurbelantrieben gibt es auch hier elektrisch bediente Systeme.

## Vor- und Nachteile von Rollsegeln
Gegenüber einem traditionellen Bindereff bieten Rollsegel den Vorzug einfacherer und schnellerer Bedienbarkeit. Während zum Reffen oder Auswechseln des Vorsegels ein Teil der Besatzung auf das Vorschiff gehen muss, können Roll-Vorsegel in der Regel vom Cockpit aus bedient werden; Roll-Großsegel erfordern außerdem in der Regel nur Arbeit vom Cockpit aus oder direkt am Mast und nicht, wie beim Binden des Bindereffs, entlang des ganzen Baumes, an dessen achterem (hinterem) Teil es oft schwerer ist, stehend das Gleichgewicht zu halten. Gerade bei starkem Seegang, großer Schräglage des Bootes und ungeübter Crew kann die Benutzung einer Rollanlage damit die Sicherheit für die Besatzung erhöhen.
Nachteilig ist, dass der Austausch gegen ein Sturmsegel erschwert ist. Bei Starkwind können sich Rollvorsegel teilweise abwickeln und zu schwer beherrschbaren Problemen führen. Mastwickelanlagen sind berüchtigt dafür, dass sie gerade in besonders kritischen Situationen mechanisch blockieren und ein Segelbergen verhindern.
Darüber hinaus haben Rollsegel im Vergleich zu herkömmlichen Segeln ein aerodynamisch ungünstigeres Profil, insbesondere in nur teilweise aufgerolltem Zustand. Außerdem verbietet sich bei Großsegel-Rollreffs der Gebrauch von Segellatten, die auf modernen Segeljachten und auch vielen kleineren Booten mittlerweile Standard sind und Segelform und -profil deutlich verbessern, sich aber nicht aufrollen lassen. Die für Großsegel üblichen Anlagen, bei denen das Segel in den Mast gerollt wird, erfordern zudem einen Mast mit großem Volumen, was sich ebenfalls negativ auf die Aerodynamik auswirkt. 
Zudem führt die Benutzung eines nur teilweise aufgerollten Segels dazu, dass das Segel ungleichmäßig beansprucht wird und sich auf Dauer in den ausgerollten Bereichen stärker reckt (ausdehnt) als in den eingerollten; der Effekt wird noch dadurch verstärkt, dass gerade bei Starkwind gerefft werden muss, wodurch vor allem großer Winddruck ungleichmäßig auf das Segel einwirkt. Ein herkömmliches Vorsegel hat das Problem nicht, da seine Segelfläche nicht durch Reffen oder Aufrollen verkleinert wird. Bei einem herkömmlich eingebundenen Großsegel in gerefftem Zustand wirkt der Wind zwar ebenfalls ungleichmäßig auf das Segeltuch, seine Form kann aber insgesamt aerodynamisch günstiger angepasst werden.